# یواس‌اس هوکوا (اس‌پی-۱۴۲)
یواس‌اس هوکوا (اس‌پی-۱۴۲) (به انگلیسی: USS Hoqua (SP-142)) یک کشتی بود که طول آن ۶۹ فوت ۷ اینچ (۲۱٫۲۱ متر) بود. این کشتی در سال ۱۹۱۴ ساخته شد.